# Henschoutedenia procera
Henschoutedenia procera är en kackerlacksart som först beskrevs av Rehn, J. A. G. 1937.  Henschoutedenia procera ingår i släktet Henschoutedenia och familjen jättekackerlackor. Inga underarter finns listade i Catalogue of Life.